# Thamnosara sublitella
Thamnosara sublitella är en fjärilsart som beskrevs av Walker 1864. Thamnosara sublitella ingår i släktet Thamnosara och familjen praktmalar, Oecophoridae. Inga underarter finns listade i Catalogue of Life.